# Самсалиев, Талант Авкалиевич
Талант Авкалиевич Самсалиев (27 апреля 1980) — киргизский футболист, игравший на позиции полузащитника, тренер. Выступал за национальную сборную Кыргызстана.

## Биография

### Клубная карьера
Выступал за молодёжную команду «Семетей» (Бишкек). В 1997 году после объединения «Семетея» и «Дордоя» выступал в первой лиге за «Дордой». Также в конце 1990-х годов играл в первой лиге за «Динамо Азия-Караван».
В 2000 году стал игроком бишкекского ЦАГ-Динамо-МВД, которое выступало в чемпионате Кыргызстана и заняло тогда второе место. В следующем сезоне клуб сменил название на «Эркин-Фарм».
По ходу сезона 2001 года стал игроком «Дордой-Динамо» из Нарына. С 2010 года «Дордой» представляет столицу — Бишкек. В составе команды Талант Самсалиев со временем стал капитаном. Самсалиев становился восьмикратным чемпионом Кыргызстана, семикратным победителем Кубка Кыргызстана, четырежды обладателем Суперкубка страны и дважды победителем Кубка президента АФК. Всего в Кубке президента АФК он провёл 34 матча и забил 1 гол. В 2010 году вместе с командой участвовал в Кубке чемпионов Содружества.
В чемпионатах Кыргызстана сыграл более 300 матчей, а во всех турнирах — 393 матча и 23 гола.
Завершил игровую карьеру в 2017 году.

### Карьера в сборной
В 2003 году дебютировал в национальной сборной Кыргызстана. Талант Самсалиев являлся капитаном сборной. Всего за сборную он сыграл в 35 официальных матчах, а также в двух неофициальных играх против Китая в 2014 году. Свой единственный гол забил 19 августа 2007 года на Кубке Неру в игре против Камбоджи (4:3). 6 сентября 2016 года матчем против сборной Филиппин завершил карьеру в национальной сборной страны.

### Тренерская карьера
С 2017 года работает в тренерском штабе «Дордоя». По состоянию на 2019 год также входил в тренерский штаб сборной Кыргызстана.

## Достижения
- Чемпион Кыргызстана (9): 2004, 2005, 2006, 2007, 2008, 2009, 2011, 2012, 2014
- Серебряный призёр чемпионата Кыргызстана (5): 2000, 2010, 2013, 2015, 2016
- Бронзовый призёр чемпионата Кыргызстана (4): 2001, 2002, 2003, 2017
- Обладатель Кубка Кыргызстана (8): 2004, 2005, 2006, 2008, 2010, 2012, 2014, 2017
- Обладатель Суперкубка Кыргызстана (4): 2011, 2012, 2013, 2014
- Победитель Кубка президента АФК (2): 2006, 2007
- Финалист Кубка президента АФК (4): 2005, 2008, 2009, 2010